# Przystań Kardynalska we Wrocławiu
Przystań Kardynalska – przystań we Wrocławiu, położona przy Bulwarze Piotra Włostowica na Wyspie Piasek, utworzona w 1999 roku. Przystań położona jest przy wschodnim krańcu tej wyspy, na Odrze Głównej stanowiącej główne ramię Odry we Wrocławiu przeprowadzające wody tej rzeki przez Śródmiejski Węzeł Wodny. W miejscu tym kończy się Odra Górna i następuje rozwidlenie na dwa koryta rzeki tworzące ramiona boczne: Odrę Północną i Odrę Południową.
Przystań Kardynalska przeznaczona jest do obsługi rejsów turystycznych prowadzonych przez białą flotę. Również ten akwen rzeki Odra ma przypisane takie przeznaczenie. Przez Odrę Główną przebiega śródmiejski szlak żeglugowy, który w świetle obowiązujących w Polsce przepisów, nie jest drogą wodną.
Przystań zlokalizowana jest na umocnionym brzegu rzeki. Wybudowano tu budowle regulacyjne, w tym nabrzeże wykonane jako pionowa ściana murowana z cegły – mur oporowy. Przy przystani znajduje się pamiątkowa tabliczka ukazująca najwyższy poziom wody jaki wystąpił podczas powodzi tysiąclecia w 1997 roku.

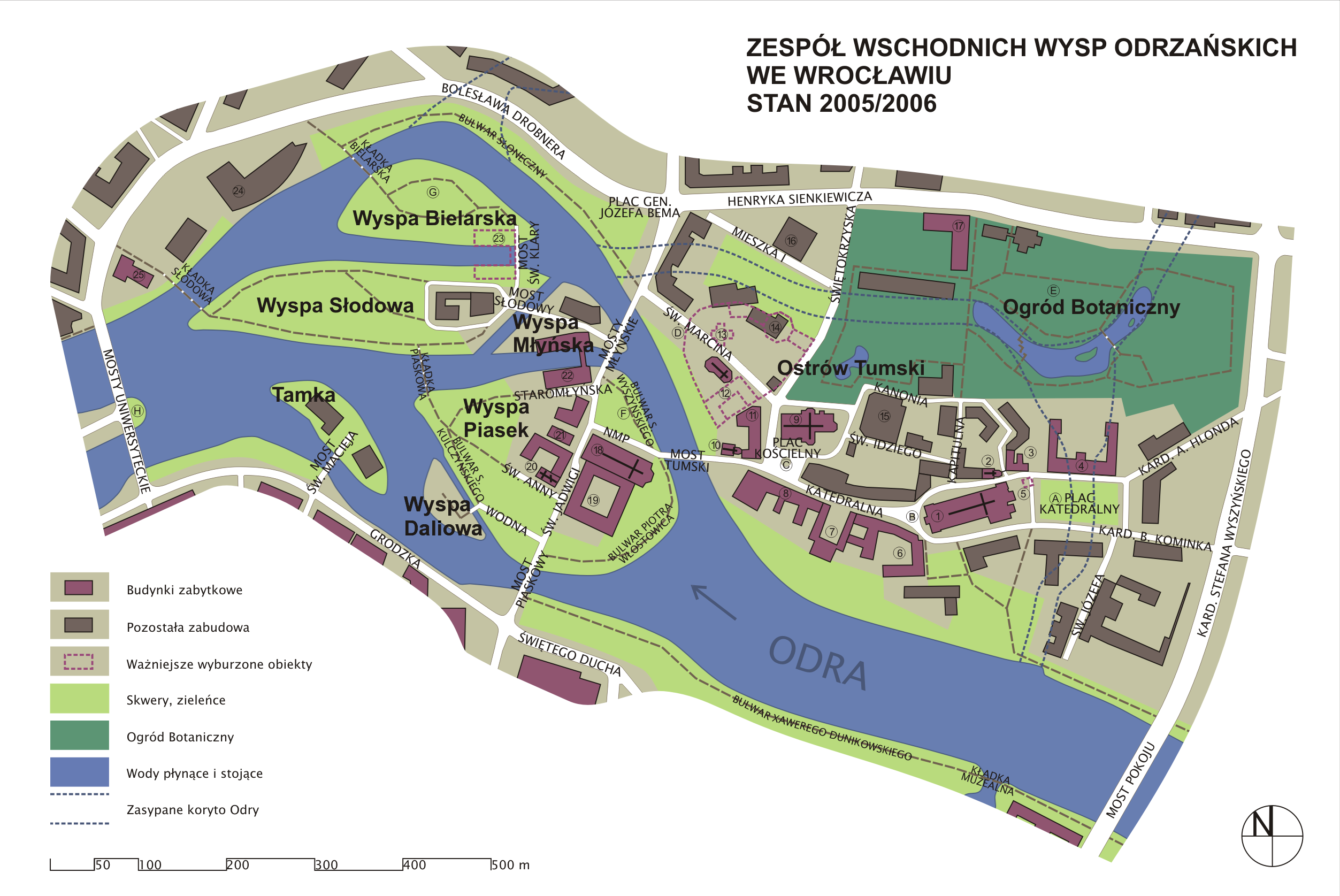
Zespół wysp odrzańskich we Wrocławiu